# Escocia en la Copa Mundial de Fútbol de 1978
La selección de Escocia fue uno de los 16 equipos participantes en la Copa Mundial de Fútbol de 1978. torneo que se llevó a cabo del 1 al 25 de junio en Argentina.
Fue la cuarta participación de Escocia, que formó parte del Grupo 4, junto a Irán, Países Bajos y Perú.

## Clasificación

### Tabla de posiciones
| Equipo         | Pts | PJ | PG | PE | PP | GF | GC | Dif |
| -------------- | --- | -- | -- | -- | -- | -- | -- | --- |
| Escocia        | 6   | 4  | 3  | 0  | 1  | 6  | 3  | 3   |
| Checoslovaquia | 4   | 4  | 2  | 0  | 2  | 4  | 6  | -2  |
| Gales          | 2   | 4  | 1  | 0  | 3  | 3  | 4  | -1  |

### Partidos
| Fecha                    | Lugar                 | Partido        | Partido            | Partido | Partido            | Partido        |
| ------------------------ | --------------------- | -------------- | ------------------ | ------- | ------------------ | -------------- |
| 13 de octubre de 1976    | Sparta Stadion, Praga | Checoslovaquia |                    | 2:0     | Bandera de Escocia | Escocia        |
| 17 de noviembre de 1976  | Hampden Park, Glasgow | Escocia        | Bandera de Escocia | 1:0     |                    | Gales          |
| 21 de septiembre de 1977 | Hampden Park, Glasgow | Escocia        | Bandera de Escocia | 3:1     |                    | Checoslovaquia |
| 12 de octubre de 1977    | Anfield, Liverpool    | Gales          |                    | 0:2     | Bandera de Escocia | Escocia        |

## Jugadores
| #  | Nombre          | Posición      | Edad | Club              |
| -- | --------------- | ------------- | ---- | ----------------- |
| 1  | Alan Rough      | Portero       | 26   | Partick Thistle   |
| 2  | Sandy Jardine   | Defensor      | 29   | Rangers           |
| 3  | Willie Donachie | Defensor      | 26   | Manchester City   |
| 4  | Martin Buchan   | Defensor      | 29   | Manchester United |
| 5  | Gordon McQueen  | Defensor      | 26   | Manchester United |
| 6  | Bruce Rioch     | Mediocampista | 30   | Derby County      |
| 7  | Don Masson      | Mediocampista | 31   | Derby County      |
| 8  | Kenny Dalglish  | Delantero     | 27   | Liverpool         |
| 9  | Joe Jordan      | Delantero     | 26   | Manchester United |
| 10 | Asa Hartford    | Mediocampista | 27   | Manchester City   |
| 11 | Willie Johnston | Delantero     | 31   | West Bromwich     |
| 12 | Jimmy Blyth     | Portero       | 23   | Coventry City     |
| 13 | Stuart Kennedy  | Defensor      | 25   | Aberdeen          |
| 14 | Tom Forsyth     | Defensor      | 29   | Rangers           |
| 15 | Archie Gemmill  | Mediocampista | 31   | Nottingham Forest |
| 16 | Lou Macari      | Mediocampista | 29   | Manchester United |
| 17 | Derek Johnstone | Delantero     | 24   | Rangers           |
| 18 | Graeme Souness  | Mediocampista | 25   | Liverpool         |
| 19 | John Robertson  | Delantero     | 25   | Nottingham Forest |
| 20 | Bobby Clark     | Portero       | 32   | Aberdeen          |
| 21 | Joe Harper      | Mediocampista | 30   | Aberdeen          |
| 22 | Kenny Burns     | Defensor      | 24   | Nottingham Forest |
| DT | Ally MacLeod    |               |      |                   |

## Participación

### Primera fase

#### Grupo 4
| Equipo       | Pts | PJ | PG | PE | PP | GF | GC | Dif |
| ------------ | --- | -- | -- | -- | -- | -- | -- | --- |
| Perú         | 5   | 3  | 2  | 1  | 0  | 7  | 2  | 5   |
| Países Bajos | 3   | 3  | 1  | 1  | 1  | 5  | 3  | 2   |
| Escocia      | 3   | 3  | 1  | 1  | 1  | 5  | 6  | -1  |
| Irán         | 1   | 3  | 0  | 1  | 2  | 2  | 8  | -2  |

| 3 de junio de 1978 | Perú                         | 3:1 (1:1) | Escocia    | Est. Olímpico de Córdoba, Córdoba                                 |                                                                   |
|                    | Cueto 43' · Cubillas 71' 77' | Reporte   | Jordan 14' | Asistencia: 37.927 espectadores Árbitro(s): Ulf Eriksson (Suecia) | Asistencia: 37.927 espectadores Árbitro(s): Ulf Eriksson (Suecia) |

| 7 de junio de 1978 | Escocia                | 1:1 (1:0) | Irán           | Est. Olímpico de Córdoba, Córdoba                                   |                                                                     |
|                    | Eskandarian 43' (a.g.) | Reporte   | Danaeifard 60' | Asistencia: 7938 espectadores Árbitro(s): Youssou N'Diaye (Senegal) | Asistencia: 7938 espectadores Árbitro(s): Youssou N'Diaye (Senegal) |

| 11 de junio de 1978 | Escocia                                | 3:2 (1:1) | Países Bajos                     | Est. Malvinas Argentinas, Mendoza                                    |                                                                      |
|                     | Dalglish 44' · Gemmill 47' (pen.), 68' | Reporte   | Rensenbrink 34' (pen.) · Rep 71' | Asistencia: 35.130 espectadores Árbitro(s): Erich Linemayr (Austria) | Asistencia: 35.130 espectadores Árbitro(s): Erich Linemayr (Austria) |